# 무예

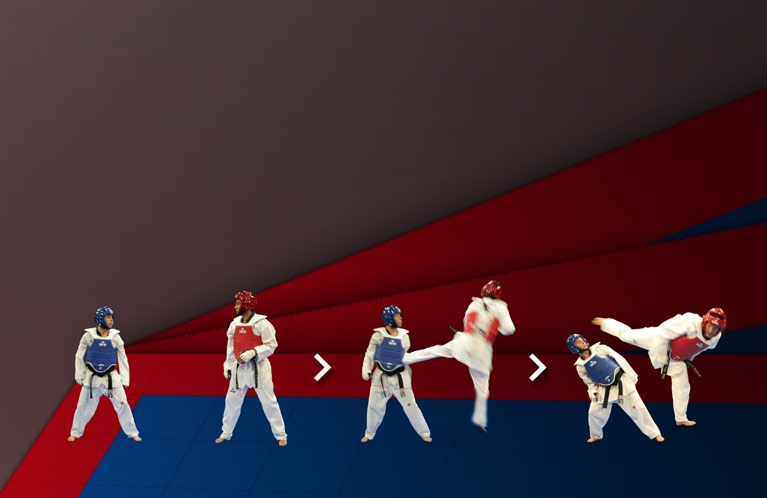
한국의 태권도

무예(武藝, 영어: martial arts, fighting arts, fighting systems)는 동양권에서는 흔히 근대 이전의 전통적인 전투 기술에서 발전한, 심신(心身)의 단련을 위한 체계적인 수련 방법을 말한다. 무술(武術), 무도(武道), 격투기(格鬪技)으로 부르기도 한다. 엄격히 정의하자면, 무예는 싸움의 기술을 뜻하는 격투기나 무기(武技), 무술(武術)보다 더 넓은 의미를 담는 단어로서, 단순히 싸움의 기술만을 다루는 것이 아닌, "예"(藝), 즉 예술적으로 승화시키는 데에 목적과 의의를 둔다는 것을 의미한다. 무도(武道)는 "도리"(道理), 즉 정신 수양에 좀 더 무게를 두는 것을 함축한다. 현대에는 실질적으로 크게 구분 짓지 않고 거의 같은 말로 사용한다. 하지만 단순히 체력 단련이나 스포츠 등과는 명확히 구분을 짓는다. 무예의 한 측면으로서 겨루는 데에 초점을 맞추어 스포츠화시킨 것이 바로 격투 스포츠(Martial Sport 또는 Combat Sport)이다.
세계에는 다양한 무예가 존재하나 타인을 제압하거나 자신을 보호하기 위해 수련을 한다는 점에서 공통점을 찾을 수 있다. 어떤 무예는 불교, 도교 등의 종교나 철학적 사상과 깊은 관련이 있기도 하며, 다른 어떤 무예는 실전을 강조하기도 한다. 그러나 전통무술은 일반적으로 대성권에서 유래된 태기권에 고전하는 공수도처럼 한계가 있었으며 현재도 여러 이유로 과거의 원형을 유지하는 무술들은 과거보다 더 발전한 라이벌 무술들과 비교해서도 약한 편이다.

## 역사
고대 그리스에서는 판크라티온이라는 격투기가 있었는데 이것은 물어뜯거나 손가락으로 눈을 찌르거나 급소를 치는 행위를 제외하고는 주먹 지르기, 발차기, 꺾기, 조르기, 던지기 등의 모든 기술이 허용되는 종합 격투기였다. 일정한 규칙 없이 상대방이 완전히 항복할 때까지 진행되었던 이 경기는 많은 고대 그리스 철학자들로부터 고대 올림픽에서 가장 가치있는 경기로 극찬을 받았다.
한국에서는 고대부터 수박(手撲)이라는 경기가 있었는데 이 역시 무기를 들지 않고 싸우는 격투기의 일종이었다. 수박이 최초로 등장하는 문헌은 《고려사》이나 4세기경 축조된 안악 3호분의 고구려 벽화에 이미 서로 대련하는 사람을 묘사한 그림이 그려져 있다. 한 명이 여럿을 상대하는 수박은 오병 수박회라 하였다. 조선시대 정조는 이덕무, 박제가, 백동수로 하여금 무예도보통지를 편찬하게 하여 전해오던 무예를 종합하였다.

## 종류
무예는 전 세계에서 대단히 많은 종류가 알려져 있다. 다음은 잘 알려진 무예의 종류이다.

### 타격기
발과 손, 팔꿈치, 무릎 등을 사용하여 상대방에게 타격을 가하는 기술이 주가 되는 무예이다. (발차기, 주먹 지르기 등)
- 권투(복싱)
- 가라테(공수도)
- 태권도
- 킥복싱
- 사바트
- 무에타이
- 카포에이라
- 쿵후

### 유술
근접 기술로서 상대방의 신체를 힘 또는 기술로서 직접적으로 상해를 입히거나 제압을 하는 무예이다.(메치기, 관절기, 조르기, 누르기, 꺾기 등)
- 글리마
- 레슬링
- 브라질리안 주짓수
- 씨름
- 유술(주짓수)
- 유도
- 아이키도
- 삼보
- 스모
- 그래플링

### 혼합형 무예
무기와 타격기, 관절기, 모두를 사용하는 무예이다.
- 택견
- 한풀
- 합기도
- 한무도
- 우슈
- 절권도
- 크라브 마가
- 이스라엘리 크라브마가
- 코만도 크라브 마가
- 공권유술
- 시스테마
- 영춘권
- 컴뱃 삼보
- 에스크리마 (칼리 아르니스)
- 용무도
- 태극권

## 군대

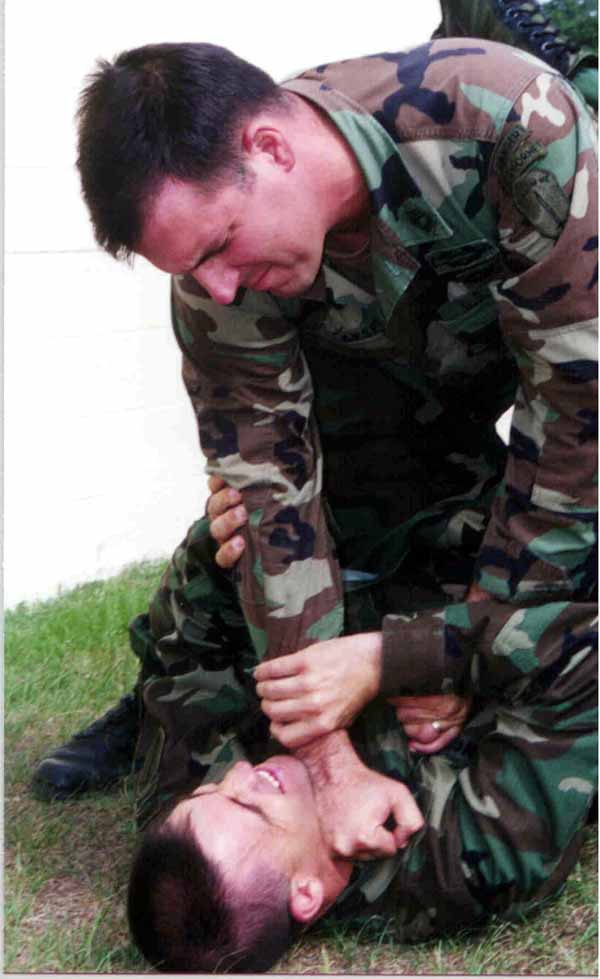
격투기 훈련 중인 미군.

군대에서는 개인 전투 기술로서 무예를 가르친다.

## 스포츠
무예는 올림픽의 경기 종목로 채택되는 등 스포츠의 한 종류로 도입되기도 하였다.

## 같이 보기
- 건푸(영어판)
- 실라트
- 필리피노 마셜아츠
  - 에스크리마
- 한국의 무술
- 러시아의 무술
  - 시스테마
- 마이클 차투런타붓 - XMA 창시자이자 한 때 테일러 로트너의 스승이기도 했음
  - 익스트림 마셜아츠(XMA: eXtreme Martial Arts)